# Mietshaus

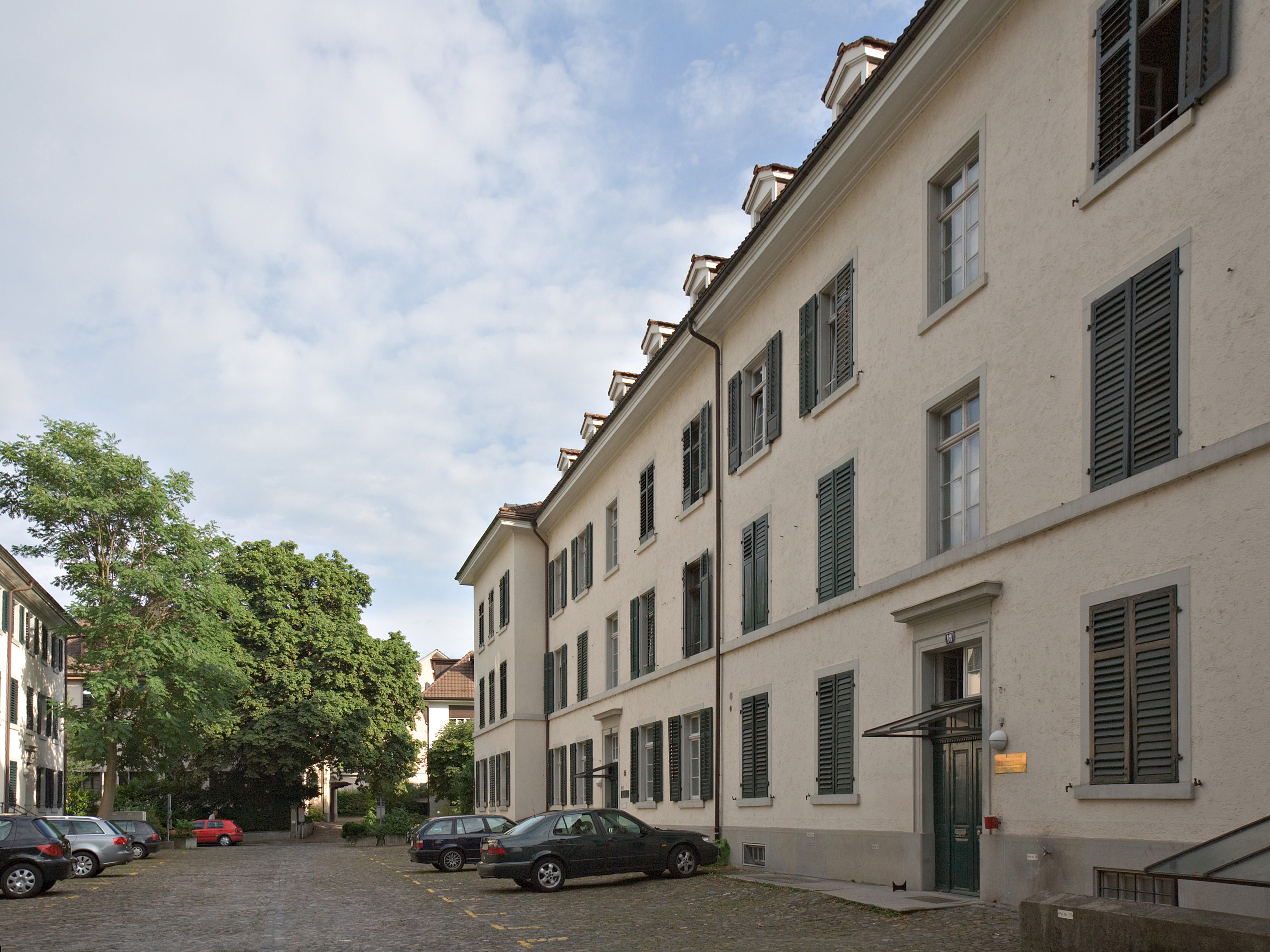
Die Escherhäuser waren die ersten Miethäuser der Stadt Zürich (1840).

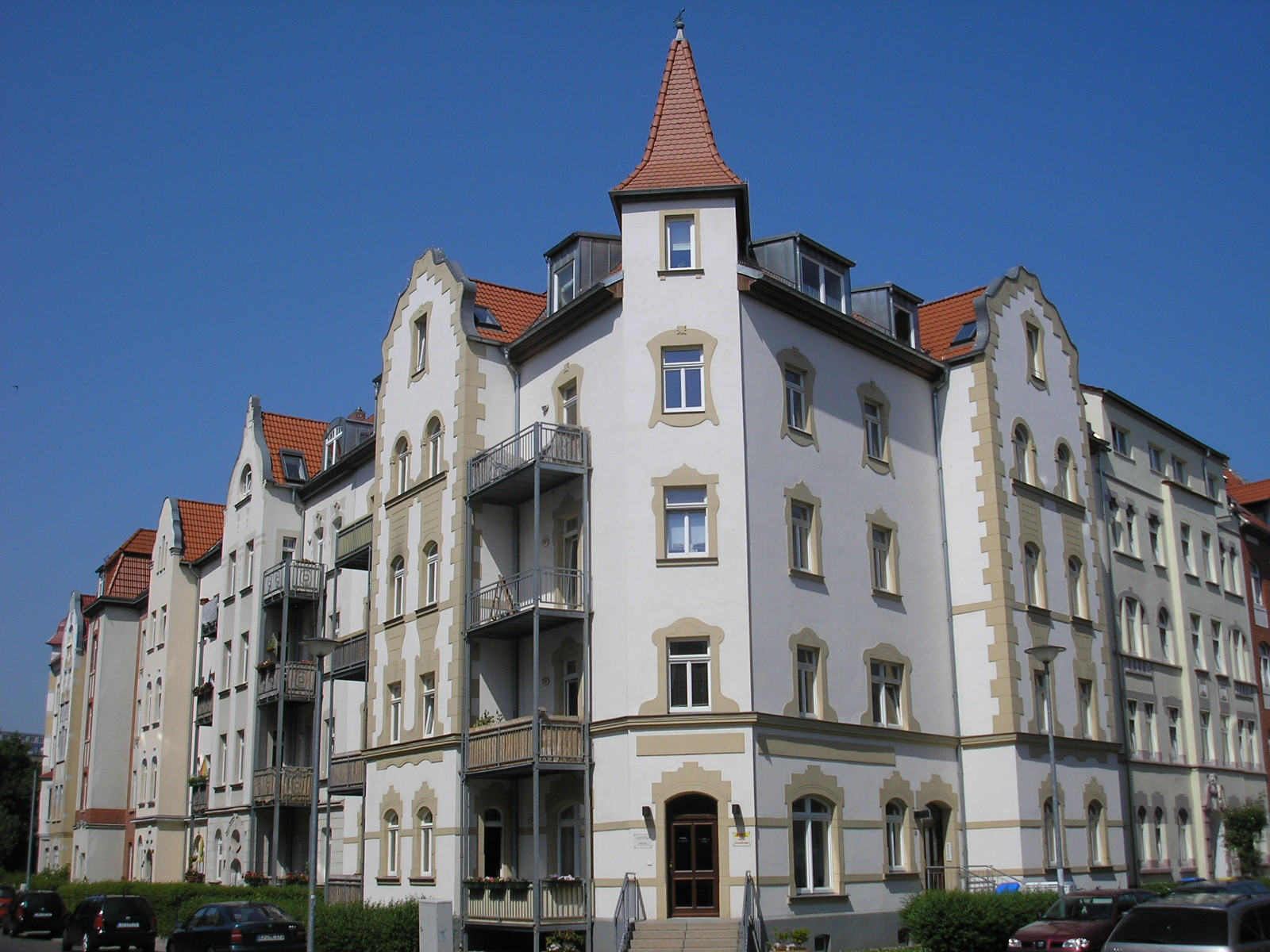
Typische Mietshäuser deutscher Großstädte aus der Zeit um 1900 in Erfurt

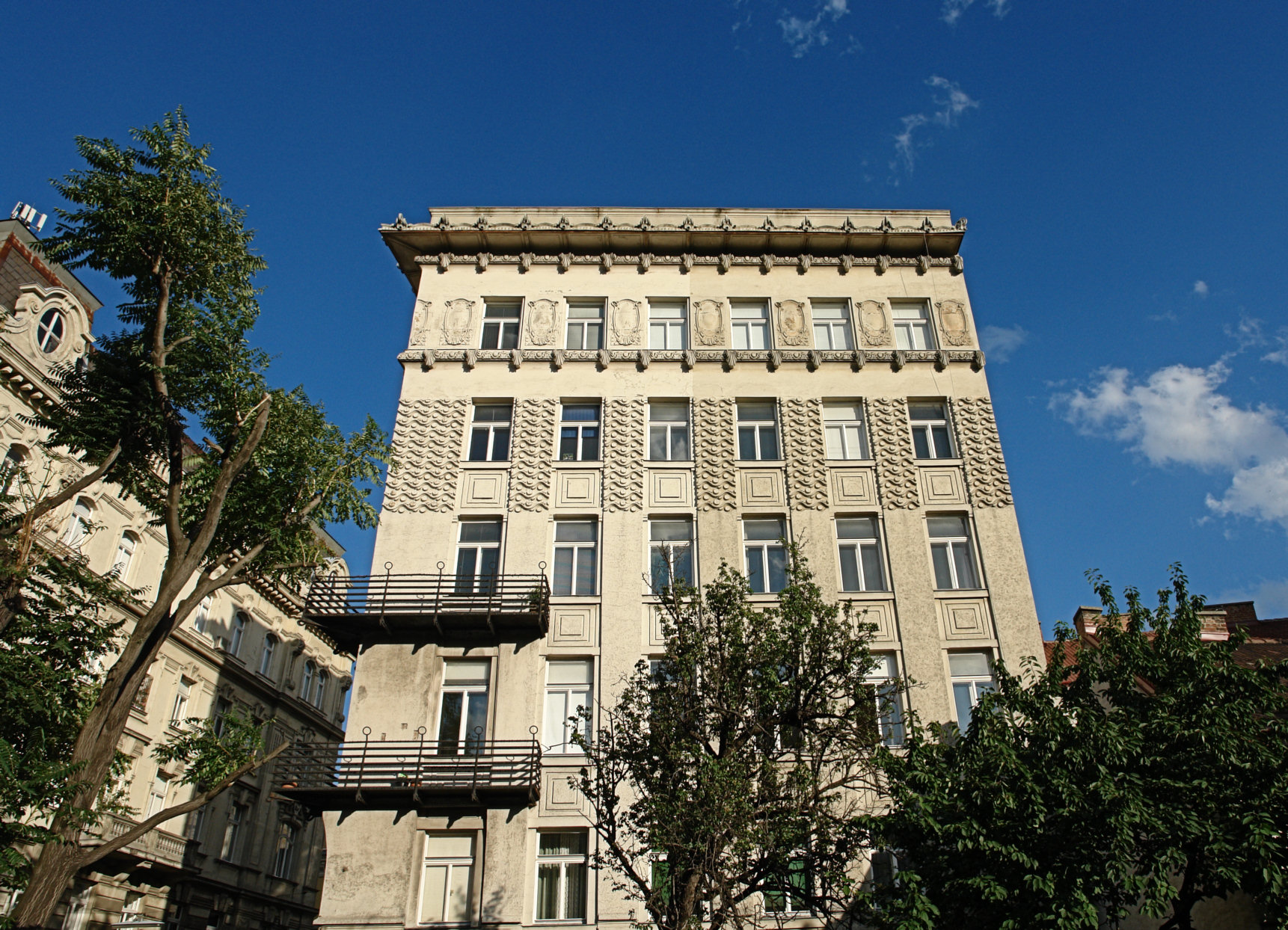
Typisches Zinshaus um 1900 in Wien

Ein Mietshaus (auch: Miethaus oder Zinshaus) ist ein Wohngebäude, in dem die einzelnen Wohneinheiten  (Mietwohnungen) vom Vermieter gegen ein meist monatliches Entgelt zur Verfügung gestellt werden. Hierzu wird zwischen Vermieter und Mieter ein Vertrag geschlossen. Darin verpflichtet sich der Vermieter, den Gebrauch der Mietsache einschließlich aller dazu gehörenden baulichen und technischen Einrichtungen zu gewährleisten, während sich der Mieter verpflichtet, die hierfür vereinbarte Miete (in Österreich und der Schweiz Mietzins genannt) einschließlich aller anfallenden Nebenkosten regelmäßig fristgerecht zu entrichten.
Oft werden Gewerberäume bzw. -etagen, die meist im Erdgeschoss liegen, an Gewerbemieter vermietet. Hierbei wird neben der Miete oft auch die gesetzlich vorgeschriebene Umsatzsteuer fällig.
Gegenüber Mietshäusern in Großstädten sind in den geschlossen bebauten Gebieten mittlerer Ortschaften Nordwesteuropas (Britische Inseln, Niederlande, Belgien und Nordwestdeutschland) Reihenhäuser mit nur einer oder zwei Wohnungen stärker verbreitet.

## Zinshäuser in Österreich
Der Begriff des Zinshauses wurde in Österreich geprägt durch ältere Gebäude, die den (insbesondere Preis- und Kündigungs-)Schutzbestimmungen des Mietrechts unterliegen und zum Zwecke der Erwirtschaftung von Mieterträgen errichtet wurden. Diese klassischen Zinshäuser wurden vor 1945 erbaut. Manche dieser Mietshäuser sind denkmalgeschützt. Vornehmlich handelte es sich bei den Mietverhältnissen in einem Zinshaus um unbefristete Hauptmietverhältnisse, heute sind in vielen Fällen befristete Mietverhältnisse an ihre Stelle getreten. Ältere Zinshäuser aus der Zeit vor dem Zweiten Weltkrieg hatten bis zur Reform des Mietrechtsgesetzes im Jahr 1994 durch das Richtwertgesetz sehr strikte Zinsregelungen, die sogenannten Friedenszinsregelungen.
In Österreich findet man Zinshäuser, meist vom Eigentümer nicht bewohnte Liegenschaften, hauptsächlich in Wien. Aber auch in den anderen Bundesländern gibt es zahlreiche Objekte dieser Art, beispielsweise in den Landeshauptstädten Graz, Linz, Salzburg sowie in kleineren urbanen Ballungsräumen. In Wien sind die Zinshäuser größer als in anderen Städten, da sie ab der Hochgründerzeit oft als Doppeltrakter mit Straßen- und Hoftrakt errichtet wurden. War in der Frühgründerzeit noch die bäuerliche L- oder U-Form charakteristisch, so wurde diese in der Hochgründerzeit vom zweitraktigen H-Gebäude abgelöst. Bei diesem waren Straßen- und Hoftrakt parallel zueinander angeordnet, mit einem Treppenhaus dazwischen. In der Spätgründerzeit wurde die Bebauung, die auf maximale Ausnutzung der Grundfläche abzielte, auf sogenannte Straßenhöfe weiterentwickelt, bei denen die straßenseitige Fluchtlinie durch einen kleinen Hof unterbrochen wurde.
Bauherren der gründerzeitlichen Zinshäuser waren wohlhabende Privatleute, nicht selten Witwen, auch spekulierende Bauunternehmen, die oft gleich mehrere Gebäude in den neu parzellierten Straßen erbauten.
Die Fassadengestaltung war stets opulent und der Ringstraßenarchitektur nachempfunden. Damit stand die äußere Erscheinung mitunter in krassem Missverhältnis zum gebotenen Wohnkomfort. In den Außenbezirken, insbesondere im 10.–12., 14.–17. und 20. sowie in Teilen des 2., 5. und 18. Bezirks bestand die typische Wohneinheit aus einem nur ca. 20 Quadratmeter großen, straßenseitigen Zimmer, das durch eine Küche mit dem hofseitig gelegenen Allgemeingang verbunden war. Die Toiletten waren außerhalb der Wohnungen am Gang angeordnet. Manche Wohnungen verfügten über ein zusätzliches Hinterzimmer. In solchen Wohnungen waren auch große Familien untergebracht.
Die Bauleistung konnte bis zum Ende der Monarchie nicht mit dem Wohnbedarf Schritt halten, sodass der größte Wohnungsbedarf erst in der Zwischenkriegszeit durch das Wohnbauprogramm der Stadt Wien einigermaßen gestillt werden konnte.
Trotzdem sind weite Teile Wiens bis heute städtebaulich von der Architektur der gründerzeitlichen Stadtplaner geprägt.

## Weitere Begriffe
Der Erwerb von Mietwohnungen wird werblich vielfach als Beitrag zur Altersversorgung dargestellt. Entsprechend ist eine Bezeichnung als Vorsorgewohnung insbesondere in Österreich in Verwendung.